# Johnny Mize
John Robert „Johnny“ Mize (* 7. Januar 1913 in Demorest, Georgia; † 2. Juni 1993 ebenda) war ein US-amerikanischer Baseballspieler in der Major League Baseball (MLB). Sein Spitzname war The Big Cat.

## Biografie
Eine erfolgreiche Operation im Jahr 1935, bei der ihm ein Überbein entfernt wurde, ermöglichte Mize erst seine Karriere. 1936 begann er als First Baseman bei den St. Louis Cardinals mit einem ausgezeichneten Schlagdurchschnitt von 32,9 %. In den Jahren von 1937 bis 1941 erzielte er immer über 100 RBIs. 1939 und 1940 führte er die National League in Home Runs an. Nach der Saison 1941 wechselte er zu den New York Giants. Nach seiner ersten Saison bei den Giants verbrachte er drei Jahre bei der US Navy. 1946 kehrte er auf die Baseballfelder zurück und lieferte sich drei Jahre einen harten Kampf mit Ralph Kiner von den Pittsburgh Pirates um den Home-Run-Titel. 1946 blieb er mit einem gebrochenen Zeh einen Zähler hinter Kiner zurück. 1947 und 1948 teilten die beiden sich den Titel mit 51 bzw. 40 Home Runs.
Während der Saison 1949 wechselte Mize zu den New York Yankees, mit denen er von 1949 bis zu seinem Karriereende 1953 fünfmal die World Series gewinnen sollte. Bei den Yankees spielte er teilweise auf der ersten Base und wurde als ausgezeichneter Einwechselschlagmann eingesetzt. 1952 wurde er zum MVP der World Series gegen die Brooklyn Dodgers ernannt. In dieser Serie erzielte er drei Home Runs und hatte einen Schlagdurchschnitt von 40 %.
1981 wurde Johnny Mize in die Baseball Hall of Fame gewählt.